# 야노 유카
야노 유카(일본어:  矢野 優花, 1998년 1월 6일 ~ )는 일본의 배우.
미야자키현 출신. 스타더스트 프로모션 소속.

## 내력
- 2015년 슈퍼 전대 시리즈제39편 『수리검전대 닌닌저』 이카사키 후우카/시로닌자 역에서 첫 주연.

## 출연작
출연의 굵은 글씨는 주연 작품.
- 수리검전대 닌닌저(2015년 2월 22일-,텔레비전 아사히)-주연 이카사키 후우카/시로 닌자(목소리)역
- 수리검전대 닌닌저 VS 가면라이더 드라이브 봄 방학 합체 1시간 스폐셜(2015년 3월 29일 TV 아사히)-이카사키 후우카/시로 닌자(목소리)역

### 영화
- 열차전대 토큐저 VS 쿄류저 THE MOVIE (2015년 1월 17일 도에이) - 시로 닌자(목소리)역
- 슈퍼히어로 대전 GP가면라이더 3호 (2015년 3월 21일 도에이) - 이가사키 후우카 / 시로 닌자(목소리)역
- 수리검전대 닌닌저 THE MOVIE 공룡전님 딱 팔레 인법 쵸!(극장판)(2015년 8월 8일 도에이) - 이가사키 후우카 / 시로 닌자(목소리)역
- 수리검전대 닌닌저 VS 토큐저 THE MOVIE 닌자 인 원더랜드 (2016년 1월 23일 도에이) - 이가사키 후우카 / 시로 닌자(목소리)역

### CD
- 수리검전대 닌닌저 캐릭터 앨범 앗파레!노래와 닝닝 토크 마키(2015년 9월 30일일본 콜럼비아)-이가사키 후우카/시로 닌자
  - 캐릭터 송" ほの風、あした花
  - 닝닝 토크